# Cymbopogon goeringii
Cymbopogon goeringii är en gräsart som först beskrevs av Ernst Gottlieb von Steudel, och fick sitt nu gällande namn av Aimée Antoinette Camus. Cymbopogon goeringii ingår i släktet Cymbopogon, och familjen gräs. Utöver nominatformen finns också underarten C. g. hongkongensis.